# Galeopsis bifida
Galeopsis bifida là một loài thực vật có hoa trong họ Hoa môi. Loài này được Boenn. mô tả khoa học đầu tiên năm 1824.

## Hình ảnh

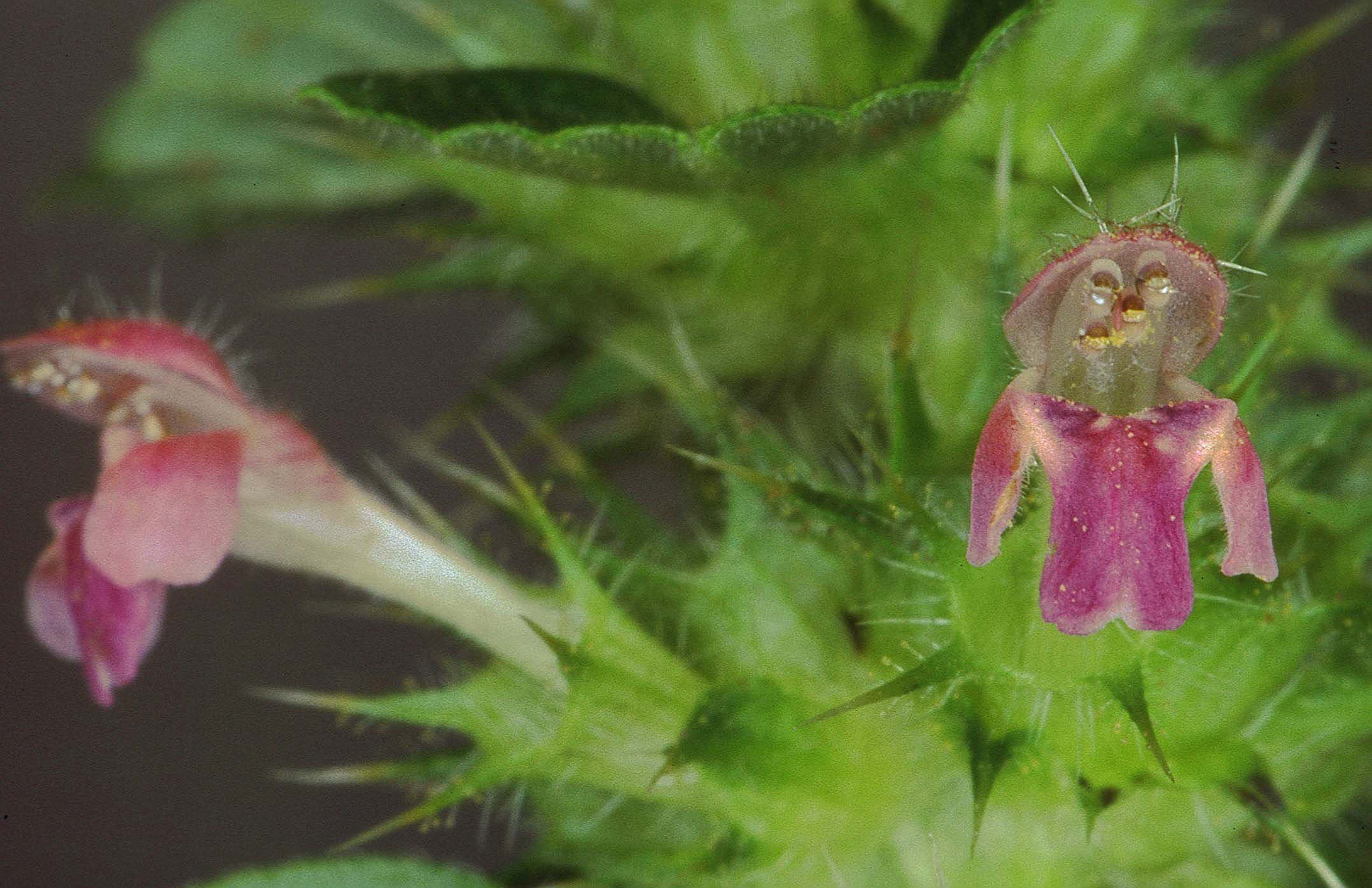
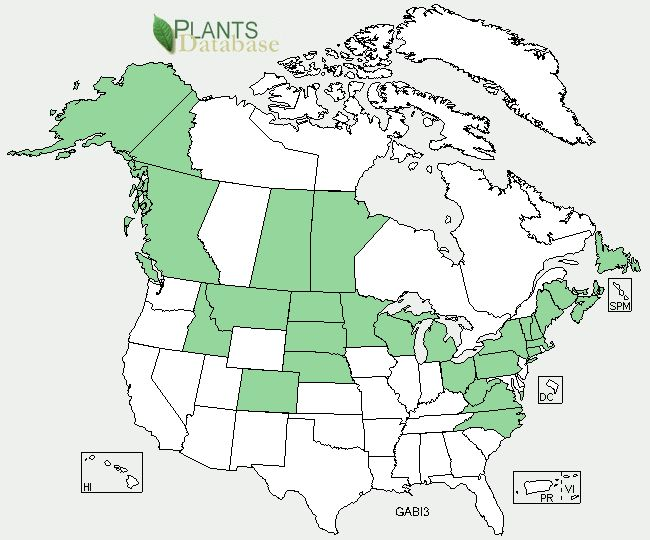
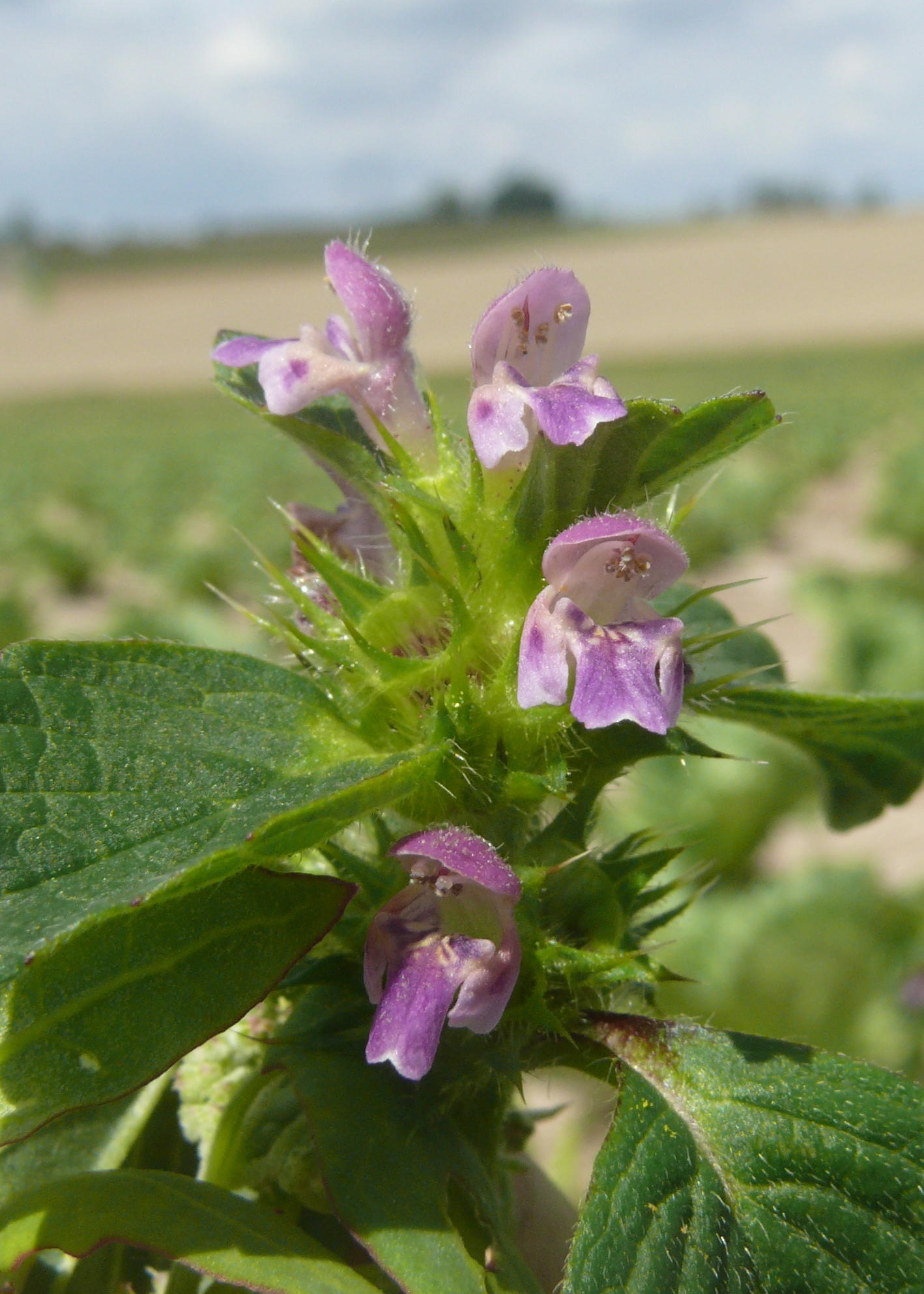
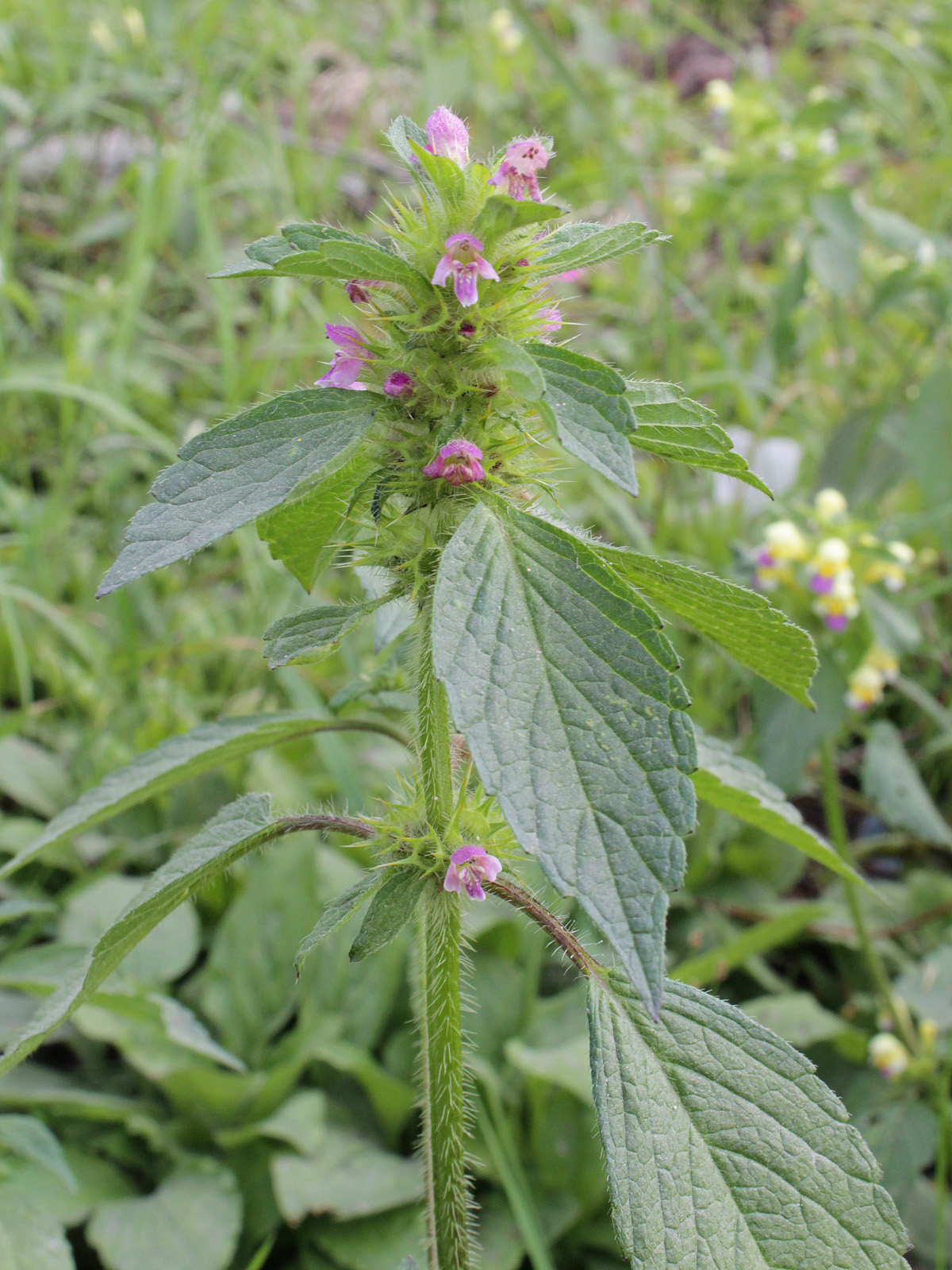